# Rhododendron mitriforme
Rhododendron mitriforme är en ljungväxtart som beskrevs av Pui Cheung Tam. Rhododendron mitriforme ingår i släktet rododendron, och familjen ljungväxter. Utöver nominatformen finns också underarten R. m. setaceum.